# Jacob Fransz de Witt
Jacob (Fransz) de Witt (* 3. Januar 1548 in Dordrecht; † 14. Dezember 1621 ebenda) war ein Dordrechter Patrizier und Regent. Er entstammte dem Geschlecht De Witt.

## Biografie
Jacob wurde als Sohn von Frans de Witt (1516–1565) und Liduwi van Beveren geboren, Cornelis Fransz. de Witt war sein Bruder. Seinen Einstieg in die Regierung Dordrechts hatte er im Jahre 1590 als Schepen. Weitere Ämter waren die eines Schatzmeisters (1599–1602) und in den Jahren 1601, 1602, 1615, 1616, 1619 und 1629 als regierender Bürgermeister. Als Abgesandter Dordrechts war Jacob zwischen den Jahren 1607 und 1613 Mitglied der Generalstaaten.
Jacob verheiratete sich mit Elisabeth Heymans, einer Schwester von Johanna Heymans, der Frau seines Bruders Cornelis. Das Ehepaar bewohnte das Huis Cruyssenborg. Aus dieser Ehe entsprangen acht Kinder; worunter Frans de Witt († 1610), dem Vater von Jacob de Witt († 1653), dem Gouverneur der Koromandelküste.